# Halle de Beauregard
La halle de Beauregard est un bâtiment situé à Beauregard, dans le département du Lot, en France.

## Historique
Les halles ont été construites en 1604 d'après une inscription sur l'édifice.
L'édifice est classé au titre des monuments historiques le 5 août 1922.